# 1979 en aéronautique
Chronologie de l'aéronautique
- 1975
- 1976
- 1977
- 1978
- 1979
- 1980
- 1981
- 1982
- 1983

Cet article présente les faits marquants de l'année 1979 en aéronautique.

## Événements
- 6 janvier : livraison du premier General Dynamics F-16 Fighting Falcon à la 388th Tactical Fighter Wing de l'USAF.
- 30 janvier : un Boeing 707-323C à destination de Rio disparaît 30 minutes après le décollage, environ à 200 km au nord-est de Tokyo[1].

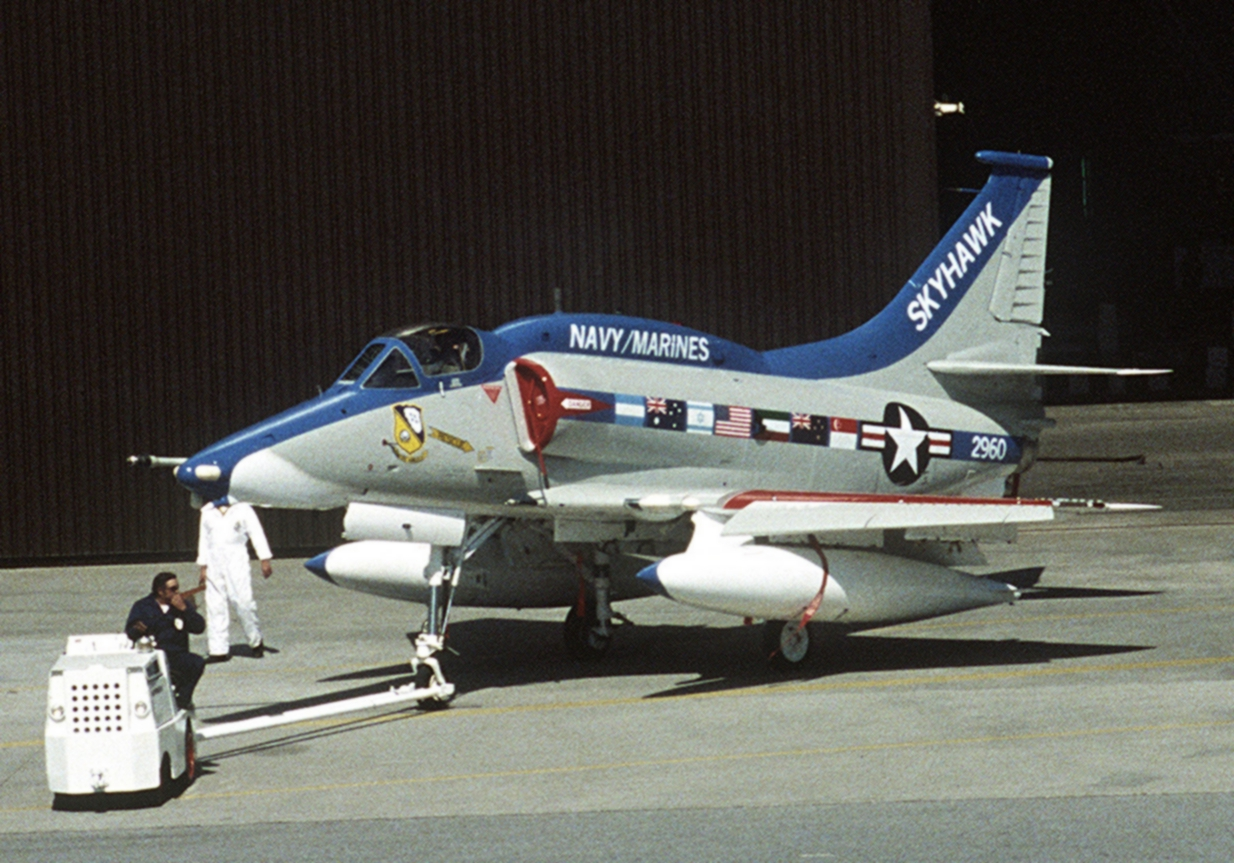
Le dernier A-4 construit le 27 février 1979.

- 26 février : premier vol du prototype d'avion de transport civile taïwanais AIDC XC-2.
- 27 février : livraison du 2 960e et dernier A-4 Skyhawk.
- 28 février : premier vol de l'avion de travail agricole néo-zélandais PAC Cresco.

- 9 mars : le prototype Dassault Mirage 4000 effectue son premier vol.
- 17 mars : le vol 1691 Aeroflot s’écrase après une fausse alerte incendie près de l'aéroport de Vnoukovo[2].

- 15 mai : premier vol du Dassault Mirage 50.
- 25 mai : le DC-10 du vol 191 American Airlines s'écrase au décollage de l'aéroport international O'Hare de Chicago après avoir perdu un moteur. L'accident fait 271 morts dont deux au sol.

- 12 juin : premier vol du Rutan Long-EZ.

- 11 juillet : la capsule spatiale Skylab se désintègre dans l'atmosphère au-dessus de l'Australie lors de son retour sur Terre.
- 21 juillet : premier vol de l'hélicoptère américain Bell 214ST.

- 11 août : collision aérienne de Dniprodzerjynsk, en Ukraine.

- 18 octobre : premier vol du McDonnell Douglas MD-80.
- 28 octobre : la compagnie aérienne Allegheny Airlines change de nom, et devient USAir afin de gommer son image de compagnie régionale.
- 30 octobre : décès de Barnes Wallis.
- 31 octobre : le Vol 2605 Western Airlines s'écrase à l'atterrissage à l'aéroport international de Mexico.
- 15 novembre : un Boeing 727-223 opérant le vol 444 d'American Airlines est victime d'une tentative d'attentat à la bombe de l'Unabomber qui manque de le détruire.
- 16 novembre : premier vol de l'avion d'observation britannique Edgley Optica.
- 26 novembre : le vol 740 PIA s'écrase dans une zone montagneuse peu après son décollage de Djeddah.
- 28 novembre : le vol 901 Air New Zealand, un avion touristique s'écrase sur les flancs du mont Erebus en Antarctique, 257 morts[3].
- 29 novembre :
  - fondation de l'aviation des forces terrestres royales saoudiennes.
  - le Vol 901 Air New Zealand, un DC-10 percute le mont Erebus (Antarctique). L'accident cause la mort de 257 personnes.
- 30 novembre : premier vol de l'avion d'affaire Piper PA-46 Malibu.

- 22 décembre : premier vol de l'avion militaire d'entraînement Socata TB-30 Epsilon.
- 24 décembre :
  - la fusée européenne Ariane réussit son premier vol;
  - invasion de l'Afghanistan par les troupes soviétiques.